# Campeonato Mundial de Rugby M19 División A de 2001
El Campeonato Mundial de Rugby M19 de 2001 se disputó en San Carlos de Apoquindo, Santiago de Chile, y fue la trigésima tercera edición del torneo en categoría M19.

## Resultados

### Dieciseisavos de final
| 6 de abril | Francia | 94 - 11 | Corea del Sur |  |  |

| 6 de abril | Escocia | 5 - 37 | Inglaterra |  |  |

| 6 de abril | Gales | 56 - 10 | Chile |  |  |

| 6 de abril | Uruguay | 10 - 9 | Irlanda |  |  |

| 6 de abril | Nueva Zelanda | 85 - 12 | Rumania |  |  |

| 6 de abril | Sudáfrica | 53 - 0 | Italia |  |  |

| 6 de abril | Argentina | 60 - 15 | Japón |  |  |

| 6 de abril | Australia | 31 - 10 | Samoa |  |  |

### Cuartos de final 9° al 16° puesto
| 9 de abril | Chile | 3 - 29 | Irlanda |  |  |

| 9 de abril | Japón | 28 - 27 | Samoa |  |  |

| 9 de abril | Rumania | 18 - 18 | Italia |  |  |

| 9 de abril | Corea del Sur | 19 - 64 | Escocia |  |  |

### Cuartos de final 1° al 8° puesto
| 9 de abril | Francia | 34 - 17 | Inglaterra |  |  |

| 9 de abril | Gales | 30 - 3 | Uruguay |  |  |

| 9 de abril | Nueva Zelanda | 34 - 20 | Sudáfrica |  |  |

| 9 de abril | Australia | 51 - 17 | Argentina |  |  |

### Semifinal 13° al 16° puesto
| 12 de abril | Corea del Sur | 22 - 41 | Chile |  |  |

| 12 de abril | Rumania | 30 - 19 | Samoa |  |  |

### Semifinal 9° al 12° puesto
| 12 de abril | Escocia | 19 - 30 | Irlanda |  |  |

| 12 de abril | Italia | 27 - 25 | Japón |  |  |

### Semifinal 5° al 8° puesto
| 12 de abril | Inglaterra | 20 - 5 | Uruguay |  |  |

| 12 de abril | Sudáfrica | 26 - 10 | Argentina |  |  |

### Semifinales Campeonato
| 12 de abril | Francia | 28 - 13 | Gales |  |  |

| 12 de abril | Nueva Zelanda | 35 - 18 | Australia |  |  |

### 15° puesto
| 15 de abril | Corea del Sur | 0 - 49 | Samoa |  |  |

### 13° puesto
| 15 de abril | Chile | 7 - 34 | Rumania |  |  |

### 11° puesto
| 15 de abril | Escocia | 84 - 19 | Japón |  |  |

### 9° puesto
| 15 de abril | Italia | 5 - 39 | Irlanda |  |  |

### 7° puesto
| 15 de abril | Uruguay | 6 - 46 | Argentina |  |  |

### Quinto puesto
| 15 de abril | Inglaterra | 12 - 45 | Sudáfrica |  |  |

### Tercer puesto
| 15 de abril | Gales | 24 - 43 | Australia |  |  |

### Final
| 15 de abril | Nueva Zelanda | 36 - 23 | Francia |  |  |

| Bandera de Nueva Zelanda |
| Campeón Nueva Zelanda    |
| Segundo título           |